# Zemědělská univerzita v Pandžábu

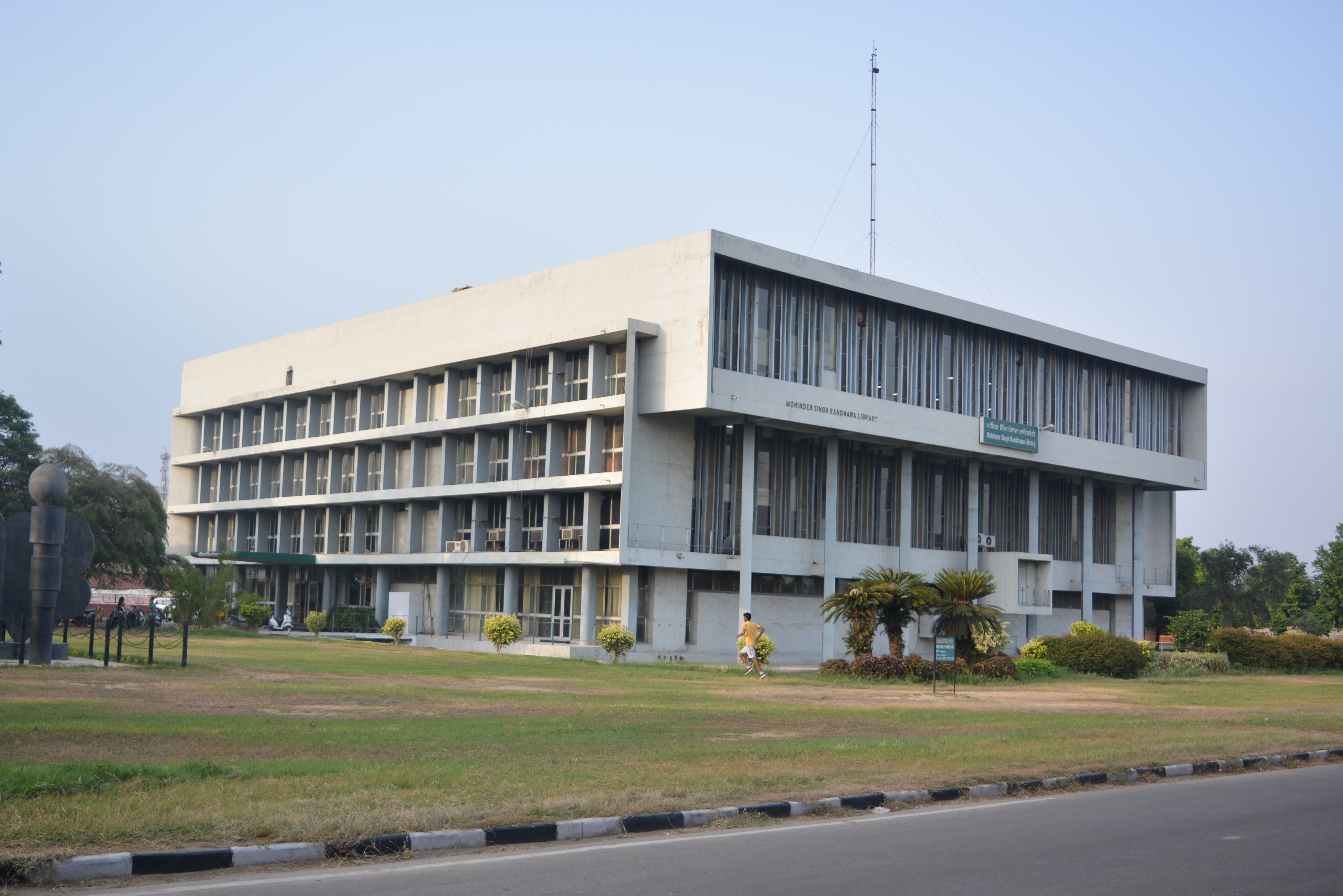
Knihovna Mohindera Singh Randhawy

Pandžábská zemědělská univerzita v Ludhijáně je největší zemědělskou univerzitou v Asii. Je to státní zemědělská univerzita Indie. Byla založena v roce 1962, jakožto třetí zemědělská vysoká škola v Indii. Slavnostně byla otevřena tehdejším indickým premiérem Džaváharlálem Néhrúem 8. července 1963. Tato univerzita zahájila Zelenou revoluci v Indii v 60. letech, která zvýšila produkci potravin v Indii třikrát (zavedením zemědělské techniky, umělých hnojiv a odolných plodin, zejména rýže HYV). V roce 2005 byla univerzita sloučena s pandžábskou veterinární univerzitou.